# 배위수
배위수(配位數, 영어: coordination number)란 금속이나 배위화합물, 고체결정을 말할 때 사용한다. 고체는 단위 격자가 빽빽하게 붙어서 있는데 이때 한 원자를 둘러싸는 가장 가까운 원자의 수를 배위수라고 한다. 이때 가장 가까운 원자가 같은 단위 격자 안에 있지 않아도 된다. 또한 화학, 결정학 및 재료 과학에서 분자 또는 결정의 중심 원자의 배위 수는 가까운 이웃들의 숫자이며 이 숫자는 결정보다 분자 다소 다르게 결정된다. VSEPR 구조를 바로 알 수 있는 배위수를 구하는 가장 쉬운 방법에는 한 분자에서 X를 '비중심 원자' n을 '원자가 전자' e를 '비공유 전자쌍'이라 할 때 CN=(n/2)-3x의 방정식을 통해서 구할 수 있다. 이는 Alen F.Lindmark의 'Who Needs Lewis Structure T0 Get VSEPR Geometreis' 학위 논문에 실제로 등재되어 있는 방법으로 화학을 전공하지 않은 일반일들도 이를 통해 배위수를 쉽게 구할 수 있다. 결정의 고체 구조물은 종종 덜 명확하게 정의 된 결합을 가지고 있고, 이러한 경우에 이웃하는 원자의 개수가 사용된다.
화학 알프레드 베르너 의해 1893년 처음 정의 배위 수 (CN)은 분자 또는 이온의 중심 원자의 이웃들의 총 수이다. 탄소 원자는 가장 안정적인 네 화학 결합을 갖지만 분자 각 탄소 배위 수는 에틸렌 네 메탄 (CH4), 삼 (H2C = CH2 각각 C가 + 2H 1C = 3 원자에 결합된다)이고, 두 아세틸렌 (HC≡CH). 사실상, 우리는 첫 번째 결합 (또는 시그마 결합) 각각의 인접 원자에 있지만 다른 결합 (결합 PI)를 계산한다.
배위 착물에서, 각각의 리간드와 중심 원자 수가 있지만 동일한 리간드에 결합하는 PI 사이에만 제 또는 시그마 결합. 텅스텐 헥사 카보 닐에서, W (CO) 6, 텅스텐 (W)의 배위 수는 PI뿐만 아니라 시그마 결합은 금속 카르 보닐에 중요하지만 여섯로 계산된다.
높은 배위 수 착체의 예로는, 질산 이온 두자리 리간드, U (NO3) 62- 및 토륨 (NO3) 62-와 우라늄 및 토륨 이온에 의해 형성된다. U 또는 토륨의 합계 원자 배위 수는 12가되도록 각각의 질산 여기서 리간드는 2 개의 산소 원자에 의해 금속에 결합된다.
주변의 리간드가 중심 원자보다 작은 경우에도 높은 배위 수는 가능할 수 있다. 하나의 컴퓨터 화학의 연구는 특히 안정적인 PbHe152 + 이온이 더 적은 15보다 헬륨 원자와 조정 중앙 납 이온으로 구성 예측했다.
이러한 시클로 펜타 디에 이온 [C5H5]로서 π - 전자 리간드 -, 알켄 및 cyclooctatetraenide 이온 [C8H8] 2-, 중심 원자에 결합 π 전자계의 원자의 수는 hapticity이라고한다. 페로에서 hapticity는, η, 각각의 시클로 펜타 디에 음이온 다섯), 철 (Fe (η5-C5H5) 2이다. 각각의 리간드에 의해 시클로 펜타 디에 중앙 철 원자의 배위 수에 대한 기여도를 할당하는 다양한 방법이있다. 하나의 리간드 존재하기 때문에, 또는 다섯 개의 인접한 5 원자, 또는 3이 관여 세 전자쌍이 있기 때문에이 있기 때문에 기여 하나로 할당될 수 있다.

## 단위 격자마다의 배위수
단순입방 구조는 정육면체의 8개의 꼭짓점에 원자가 하나씩 위치해 있는 구조로, 배위수는 6이다. 단순입방 구조에서 그 결정을 이루는 입자가 차지하는 순부피는 52.4%이다.

### 체심입방구조
정육면체의 각 꼭짓점과 중심에 입자가 있는 형태의 결정구조로, 배위수는 8이다. 체심입방 구조에서 그 결정을 이루는 입자가 차지하는 순부피는 68%이다.

### 면심입방구조
정육면체의 각 꼭짓점과 면의 중심에 입자가 있는 형태의 결정구조로, 배위수는 12이다.

## 같이 보기
- 배위결합
- 배위화합물